# بارنتو
بارنتو هي مدينة في إريتريا، تقع في إقليم غاش-باركا، بلغ عدد سكانها 18,500 نسمة.